# Гертнер, Ала
Ала Гертнер (12 марта 1912, Бендзин — 5 января 1945, концлагерь Биркенау, в различных источниках упоминается как Алла, Алина, Элла и Эла) — одна из четырёх женщин, повешенных в концентрационном лагере Освенцим за свою роль в восстании зондеркоманды 7 октября 1944 года.

## Биография
Гертнер родилась в Бендзине, Польша, и была одной из троих детей в благополучной еврейской семье. До вторжения Германии и Словакии в Польшу она посещала гимназию в Бендзине. Город располагался в промышленном районе Заглембе-Домбровское на юго-западе Польши, на границе с Германией.

### Трудовой лагерь Гепперсдорф
Немецкие военные захватили Бендзин в первый день вторжения, в течение недели сожгли Большую синагогу и начали массовые акции по переселению. 28 октября 1940 года Гертнер было приказано явиться на железнодорожную станцию в соседнем Сосновце, откуда её отправили в нацистский трудовой лагерь в Гепперсдорфе (ныне Жедзивойовице), стройплощадку, где сотни мужчин-евреев использовались в качестве принудительных рабочих на участке рейхсаавтобана (ныне Берлинка), а еврейки работали на кухне и в прачечной. Гертнер, свободно говорившая по-немецки, была направлена в контору лагеря, где она встретила заключенного Бернхарда Хольца, за которого в следующем году вышла замуж.
В 1941 году Гертнер разрешили вернуться домой. Она работала в различных местных мастерских и офисах, которыми руководил Мозес Мерин. Она и Бернхард Хольц поженились в Сосновецком гетто Сродулы 22 мая 1943 года. Они жили в районе Бензинского гетто в Камёнке примерно до 16 июля 1943 года (даты последнего известного письма Гертнер) и, вероятно, были депортированы в Освенцим вместе с оставшимися евреями Сосновца и Бендзина в начале августа 1943 года.

### В Освенциме
В Освенциме Гертнер сначала работала на складах, сортируя имущество евреев, отравленных газом. Она подружилась с Розой Роботой, которая принимала активное участие в подпольном сопротивлении. Затем Гертнер была направлена в офис военного завода, где она и Роза стали участниками заговора с целью контрабанды пороха для зондеркоманды, которая изготавливала бомбы и планировала побег. Гертнер завербовала других женщин для участия в заговоре и передала Розе украденный порох.
7 октября 1944 года зондеркоманда взорвала крематорий IV, но восстание было быстро подавлено вооруженной охраной СС. Длительное расследование привело нацистов к Гертнер и Розе, а затем к Эстусии Вайцблюм и Регине Сафирштайн, которые также были замешаны в заговоре. Их допрашивали и пытали неделями. 5 января 1945 года четыре женщины были публично повешены в Освенциме. Другие источники называют датой казни 6 января. Это было последнее публичное повешение в Освенциме: две недели спустя лагерь был эвакуирован.

## Наследие
Гертнер не оставила известных членов семьи, но её 28 писем к подруге по лагерю Сале Киршнер (урождённой Гарнцарц), также из Сосновецкого гетто, входят в число 350 писем военного времени, которые находятся в постоянной коллекции Салы Гарнцарц Киршнер еврейской дивизии Дорот из Нью-Йоркской публичной библиотеки. Героизм четырёх женщин был отмечен в 1991 году открытием мемориала в Яд Вашем.
Вот текст последнего известного письма Гертнер:
Камёнка

15 июля 1943 г.

Дорогая Саренька,

Внезапно я здесь, на почте. Почта сегодня уходит, и как я могла не написать своей Сареньке? Только что здесь был мой муж, маленький Бернхард. Он хорошо выглядит и чувствует себя хорошо. Мне интересно, как ты, как твое здоровье. Мы здоровы и планируем поехать в лагерь. Сегодня великолепный день, мы в отличном настроении и возлагаем большие надежды на будущее… Не волнуйся, девочка, все будет хорошо. Будьте смелыми, будьте здоровы. С уважением от всей моей семьи и нашего Бернхарда.

Целую, твоя маленькая Ала